# Andrea Cangini
Andrea Cangini (Roma, 5 marzo 1969) è un giornalista e politico italiano.

## Biografia
Figlio di Franco Cangini (già direttore de Il Resto del Carlino e de Il Tempo), è nato a Roma, ma vive a Bologna; sposato, ha due figli: Giulia (nata nel 2002) e Niccolò (nato nel 2006).

### Attività giornalistica
Nel 1995 entra nella redazione senese de La Nazione. L'anno successivo è alla redazione romana del gruppo Poligrafici Editoriale. Nel gennaio del 2012 viene nominato caporedattore.
Dall'ottobre 2014 al gennaio 2018 è stato direttore dei giornali il Resto del Carlino e QN Quotidiano Nazionale.

### Attività politica
Alle elezioni politiche del 2018 viene eletto al Senato della Repubblica, come capolista di Forza Italia nella circoscrizione Marche. È capogruppo di Forza Italia nella VII commissione Istruzione pubblica e Beni culturali.
A dicembre 2019, dopo esserne stato il promotore, è tra i 64 firmatari (di cui ben 41 di Forza Italia) per il referendum sul taglio dei parlamentari: pochi mesi prima i senatori berlusconiani avevano disertato l'aula in occasione della votazione sulla riforma costituzionale.
Il 20 luglio 2022 vota la fiducia al Governo Draghi, in dissenso dal suo gruppo parlamentare e partito. Il giorno dopo lascia quindi Forza Italia ed il 22 luglio aderisce ad Azione.
Alle elezioni politiche anticipate del 25 settembre viene poi candidato per il Senato in seconda posizione nel collegio plurinominale Emilia-Romagna 01, non risultando rieletto. Abbandona così il partito di Calenda e la politica.

## Controversie
Il 12 aprile 2022 hanno fatto scalpore alcune sue dichiarazioni in diretta a Speciale TG1 - Diario di Guerra riguardo all'impatto dei social, dei videogiochi e della tecnologia in generale sui giovani e sulla popolazione, in particolare ha affermato che i videogiochi sono "paragonabili alla cocaina" e che per chi ne faccia uso "non può che degenerare in abuso". Durante la trasmissione il senatore ha accennato al suo libro CocaWeb. Una generazione da salvare, pubblicizzandolo.

## Opere
- CocaWeb. Una generazione da salvare, Bologna, Edizioni Minerva, 2022, ISBN 978-8833243863.